# As-Sâlih Zayn ad-Dîn Hajji

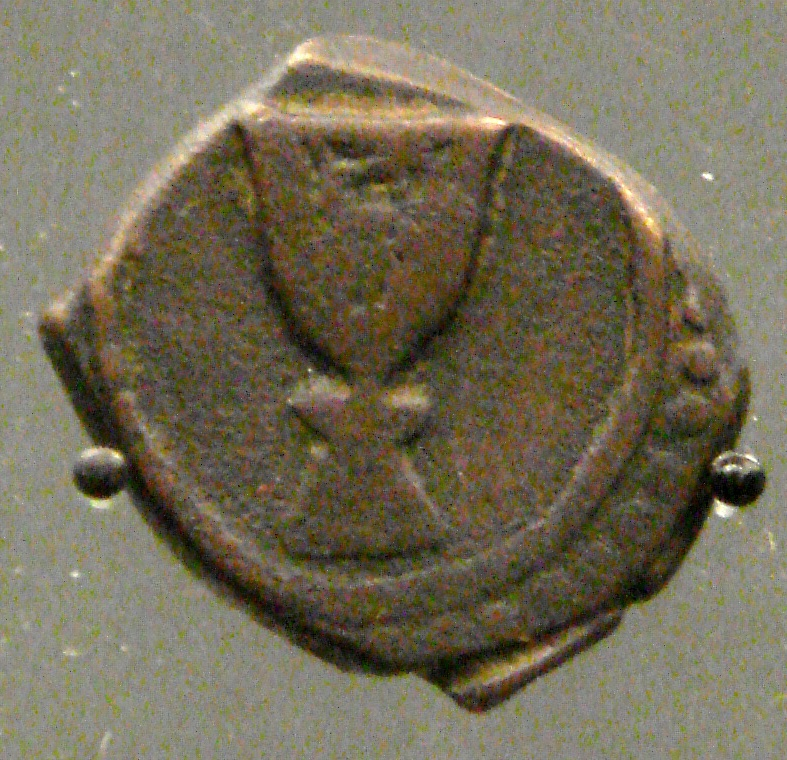
fals de cuivre de Hajji, 1382

As-Sâlih Zayn ad-Dîn Hajji est un sultan mamelouk d'Égypte, dernier membre de la dynastie des Baharites.
Il succède à son frère Al-Mansûr Alâ ad-Dîn Ali en 1381, puis en 1382 il est déposé par le fondateur de la dynastie burjite Barquq. Il reprend brièvement le pouvoir entre 1389 et 1390 avant d'être déposé définitivement par Barquq.